# Odpadanie (żeglarstwo)

Kursy jachtu względem wiatru wraz z zaznaczonymi kierunkami odpadania dla obydwu halsów

Odpadanie – termin w żeglarstwie określający zmianę kursu na pełniejszy, tzn. na taki, w którym kąt pomiędzy osią diametralną jachtu a kierunkiem, z którego wieje wiatr, jest większy. Odpadanie zazwyczaj odbywa się poprzez wychylenie płetwy sterowej w odpowiednim kierunku.
Przykład:
Jacht znajduje się w półwietrze lewego halsu. Aby odpaść do baksztagu sternik wychyla płetwę sterową w prawo, powodując skręcanie jachtu.
Należy pamiętać, że wychylenie steru w tę samą stronę na przeciwnym halsie, powodować będzie ostrzenie.

## Odpadanie a praca żagli
Każda zmiana kursu względem wiatru musi być połączona ze zmianą kąta trymu ożaglowania. Podczas odpadania zmienia się kąt natarcia żagli, strugi powietrza opływającego żagiel przedwcześnie ulegają oderwaniu i w rezultacie siła aerodynamiczna maleje. Naturalnym więc jest, że podczas odpadania należy luzować szoty, aby zachowany był optymalny kąt natarcia, a co za tym idzie optymalnie wykorzystana siła wiatru.

## Odpadanie a wiatr pozorny
Mając na uwadze strukturę wiatru pozornego należy zauważyć, że wraz z odpadaniem zmienia się kierunek wiatru własnego. W rezultacie zmienia się również siła oraz kierunek wiatru pozornego. Dla kursów ostrych wiatr pozorny jest silniejszy i wieje ostrzej niż wiatr rzeczywisty, natomiast dla kursów pełnych jest słabszy i pełniejszy.